# Ermenegildo Zegna
Zegna [eɾmeneˌʤildo ˈʣeɲɲa], bis 2021: Ermenegildo Zegna, ist ein italienisches vertikal integriertes Mode- und Textilunternehmen, das seit 1910 feine Stoffe sowie seit 1968 Herrenmode im oberen und obersten Preissegment entwirft, produziert und, zum Teil über ein weltweites Netzwerk eigener Ladengeschäfte, verkauft.

## Geschichte

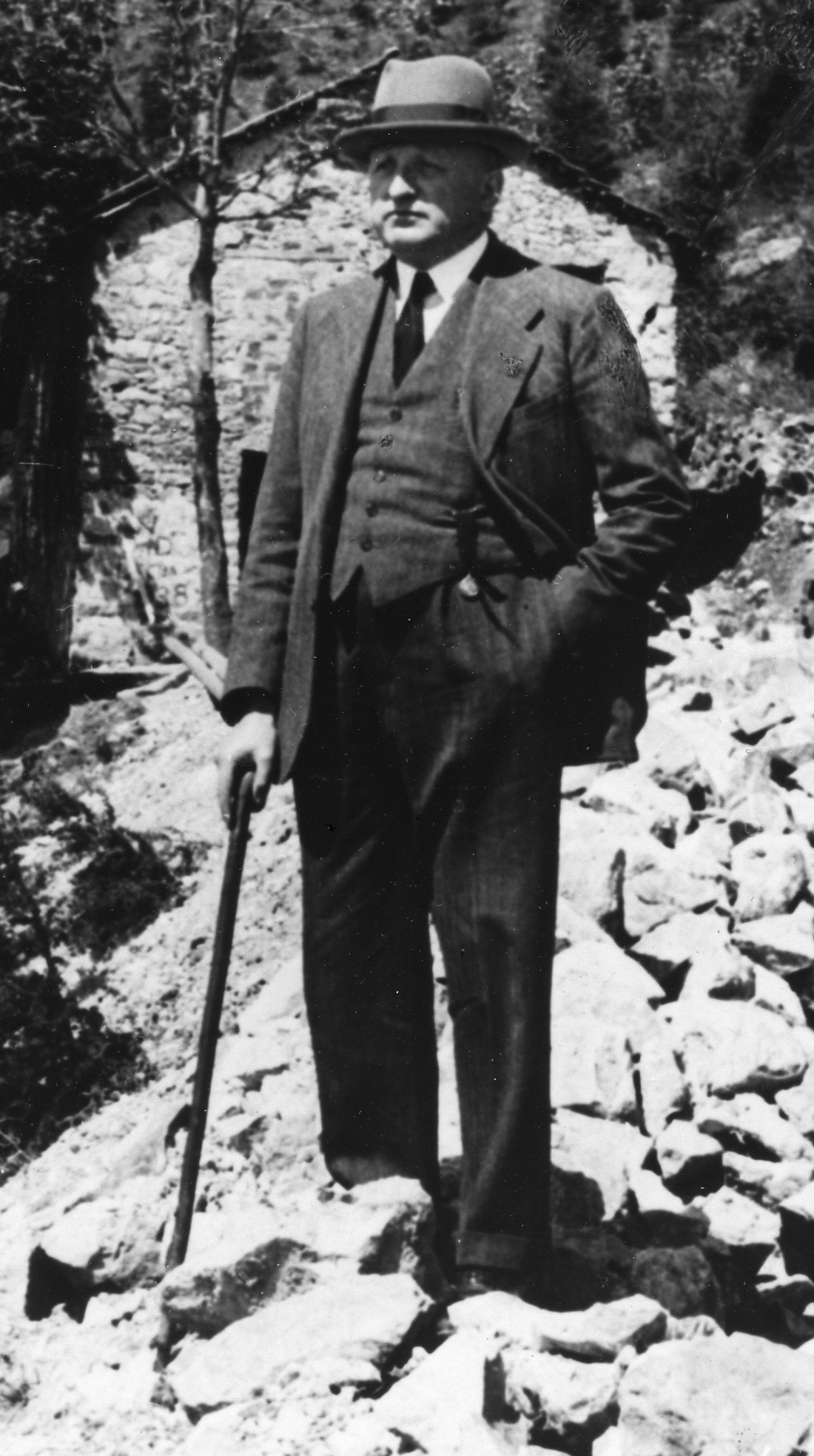

1910 stieg Ermenegildo Zegna (1892–1966) als 18-Jähriger in die Stoffweberei seines Vaters Angelo Zegna (1859–1923) in Trivero ein. Angelo Zegna war gelernter Uhrmacher, hatte aber eine kleine Weberei mit vier Webstühlen aufgebaut. Noch im gleichen Jahr gründete Ermenegildo – als jüngstes von 10 Kindern – die Lanificio Zegna (deutsch „Wollweberei Zegna“), übernahm nach dem Tod des Vaters die Fabrik und begann mit der Produktion hochwertiger Stoffe.

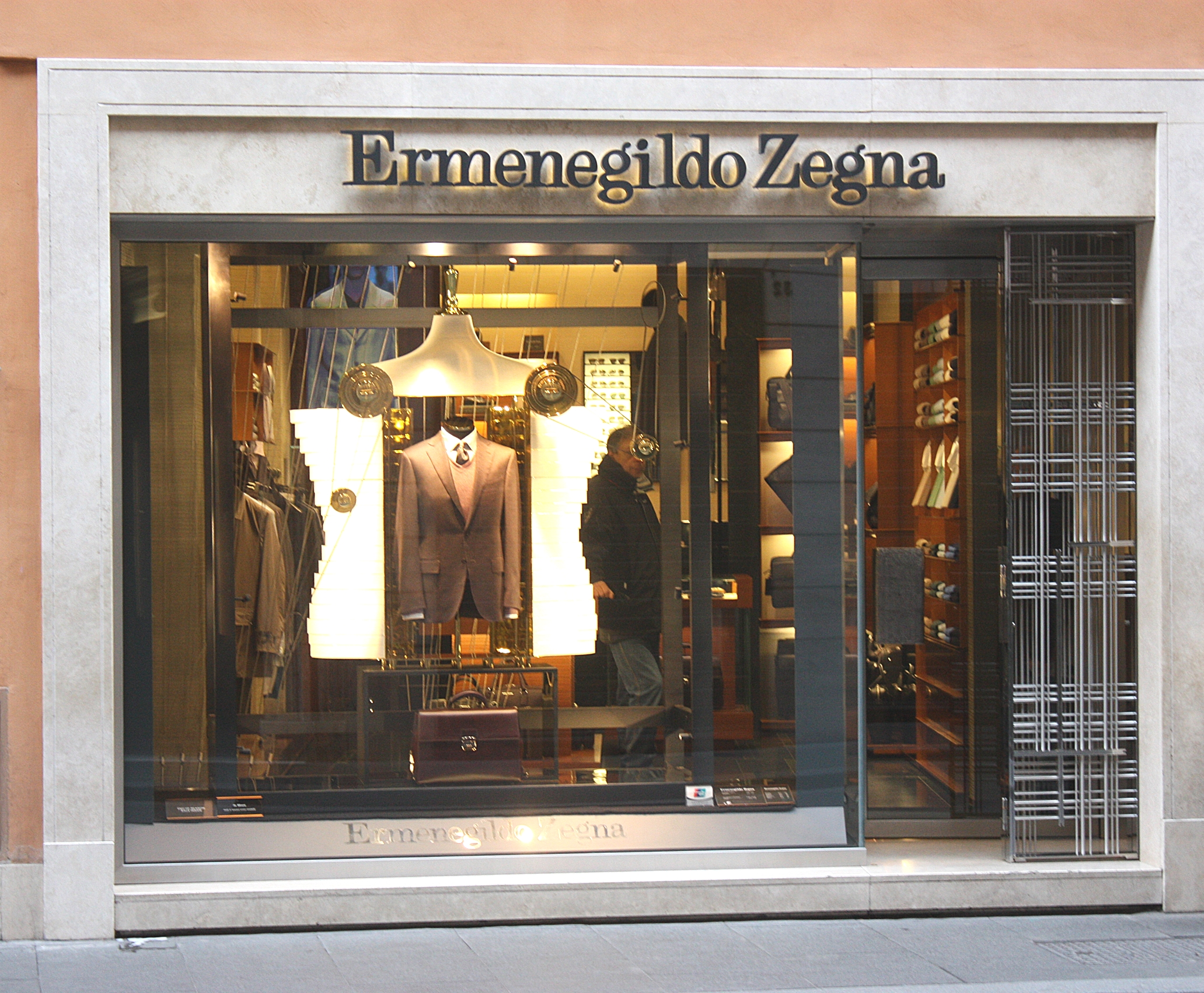
Zegna-Boutique in Rom, 2015

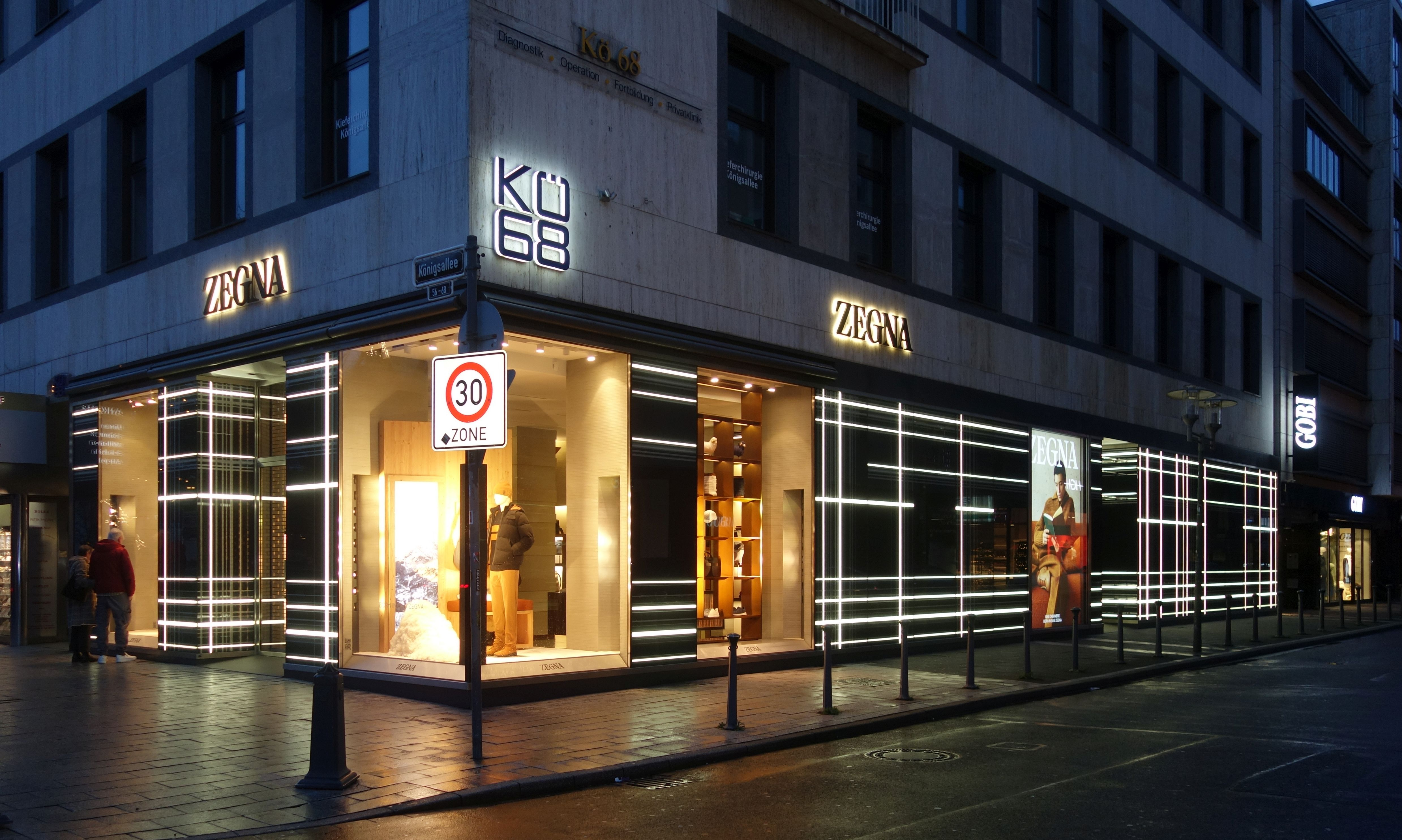
Zegna-Boutique in Düsseldorf, 2023

Bis zum Jahr 1930 wuchs das Unternehmen auf 1000 Mitarbeiter an und produzierte vorwiegend feine Anzugstoffe mithilfe moderner englischer Spinnmaschinen. Seit 1938 wurden Zegna-Stoffe in die USA exportiert und nach dem Zweiten Weltkrieg in 40 Länder geliefert. Mit dem Tod Ermenegildo Zegnas 1966 übernahmen dessen Söhne Aldo (1920–2000) und Angelo (1924–2021) den Betrieb.
Ab 1968 wurden auch eigene Anzugkollektionen angeboten, zunächst nur in Konfektionsgrößen, ab 1972 auch als Maßanzüge (Su Misura). Bis heute produziert Zegna ausschließlich Herrenmode. Im Zuge der Expansion des Unternehmens Ende des 20. Jahrhunderts wurde 1999 das italienische Luxus-Label Agnona (1953 in Agnona gegründet) zugekauft. 2020 veräußerte Zegna 70 % der Agnona-Anteile an die Familie des ehemaligen Agnona-CEO Roberto Aimone. Im August 2018 übernahm die Zegna-Gruppe 85 % der Anteile am Unternehmen Thom Browne; der gleichnamige Firmengründer blieb im Besitz der übrigen 15 %. Zum Dachkonzern Zegna Group (Ermenegildo Zegna Holditalia S.p.A) gehören zum Stand 2022 die Kern-Marke Zegna, die US-amerikanische Modemarke Thom Browne sowie die Textilsparte Luxury Textile Laboratory Platform, in der mehrere Stoffproduzenzen gebündelt sind.
Seit dem 20. Dezember 2021 werden die Zegna-Aktien an der New Yorker Börse gehandelt. Dazu hatte sich die Zegna-Gruppe zuvor mit der britischen Private-Equity-Firma Investindustrial zusammengeschlossen, welche seither Anteile an Zegna hält.

## Produkte

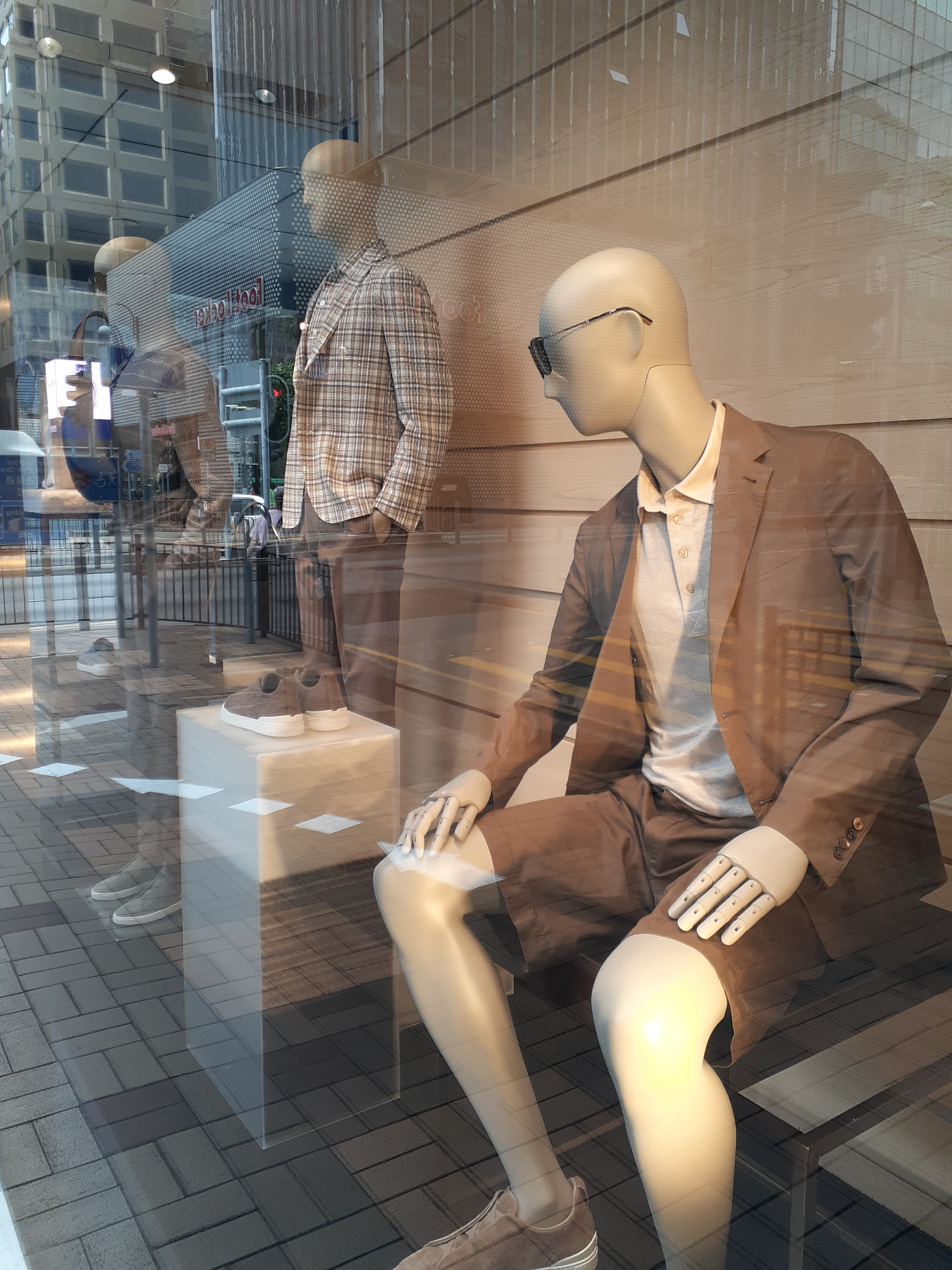
Herrenmode in einer Zegna-Boutique in Hongkong

Die Produktpalette wurde seit der Gründung stetig erweitert und umfasst neben Anzügen auch Hemden, Freizeitkleidung, Schuhe, Accessoires etc. Bestimmte Artikel der Kollektionen werden dabei von Lizenznehmern entwickelt, hergestellt und vertrieben, wie bspw. Brillen (ab 2004 Lizenz an De Rigo), Unterwäsche (ab 2006 Perofil) oder Uhren (ab 2010 Sowind). Seit 1992 werden unter der Marke Zegna auch verschiedene Herrenduftwässer angeboten. Der Parfüm-Lizenznehmer ab 1992 war die spanische Puig-Gruppe, ab 2003 dann YSL Beauté und seit 2011 Estée Lauder Companies. Das erste Herrenparfürm wurde 1992 unter dem Namen Zegna auf den Markt gebracht. Erst 2003 folgten mit YSL Beauté als Lizenznehmer weitere Düfte wie Essenza di Zegna, Zegna oder Z Zegna, über die Jahre jeweils in verschiedenen Versionen. Viele dieser Parfüms wurden inzwischen eingestellt. 2012 lancierte Zegna Parfums die hochpreisige Essenze-Linie, die seither um mehrere Herrendüfte erweitert wurde. 2017 erschien die ebenso hochpreisige Elements of Man-Duftserie.

### Kollektionen
Im Jahr 2021 nahm Zegna ein Rebranding vor, alle Marken verschmolzen zur einzigen Marke Zegna. Der Markenschriftzug wurde dabei an ein Logo aus den Anfangsjahren des Unternehmens angeglichen. Gleichzeitig wurde das Produktsortiment erweitert, u. a. durch eine Outdoorlinie, Luxus-Sportbekleidung und Freizeitkleidung.
Von Mitte der 2010er Jahre bis 2021 bestand das Kernmarken-Portfolio aus drei Bereichen:
- Ermenegildo Zegna – hochpreisige, umfangreiche Hauptkollektion
- Z Zegna – modisch-sportliche Konfektions-Zweitlinie für jüngere Kunden im oberen Preissegment (seit 2004)
- Ermenegildo Zegna Couture XXX – hochwertige Herrenmode im Luxus-Segment (bis 2005: Napoli Couture)

Die ehemaligen Unterkollektionen der Haupt-Linie, Zegna Sartorial mit eleganter Business-Kleidung oder Zegna Upper Casual mit exquisiter Freizeit-Kleidung, wurden Mitte der 2010er Jahre eingestellt.
Von 1998 bis 2014 bestand zudem die sportliche Line Zegna Sport im oberen Mittelpreissegment. Zegna Sport wurde Mitte 2014 in die neu ausgerichtete Z Zegna Kollektion integriert und damit faktisch eingestellt. Z Zegna erhielt 2014 einen neuen Markenauftritt und ein neues Logo. 2019 wurde die Corporate Identity der Zweitlinie erneut leicht verändert.
Die Kollektionen der beiden Marken Ermenegildo Zegna und Zegna Sport wurden bis Ende 2012 von internen Design-Teams entworfen. Zum 1. Januar 2013 wurde der ehemalige Yves-Saint-Laurent-Designer Stefano Pilati aus Mailand zum Kreativdirektor von Ermenegildo Zegna und Agnona ernannt. Z Zegna hat einen eigenen Chef-Designer. Diese Rolle übernahm von 2003 (für die Saison 2004) bis 2011 der Italiener Alessandro Sartori (* 1967), welcher 2011 zu Berluti wechselte. Sein Nachfolger wurde der Brite Paul Surridge, ein ehemaliger Jil-Sander-Designer. 2014 wurde Surridge im Zuge der Einstellung der Marke Zegna Sport deren ehemaliger Chefdesigner, Murray Scallon, als Co-Designer an die Seite gestellt. Ende 2014 verließ Surridge das Unternehmen; er wurde durch den ehemaligen Jil Sander-Designer Francesco Muzi ersetzt. Seit 2008 werden die Ermenegildo Zegna- und die Z Zegna-Kollektionen jeweils separat bei den Mailänder Modewochen vorgeführt. Anfang 2016 kehrte Alessandro Sartori als Kreativdirektor und damit Nachfolger von Stefano Pilati zu Zegna zurück.
Exklusiv für den japanischen Markt wurde 1997 in Zusammenarbeit mit dem Textilhersteller Sanyo Shokai die mittelpreisige Lizenz-Marke EZ by Zegna für junge Herren eingeführt, für die es auch eigene Geschäfte gab. Bereits 1993 hatte es dieses Label auf dem US-amerikanischen Markt unter dem Designer Kim Herring gegeben.
Zegna verkauft seine eigenproduzierten Stoffe auch an andere, zum Teil international bekannte Modefirmen, sodass beispielsweise ein Herrenanzug einer Drittmarke aus Zegna-Textilien hergestellt sein kann. Außerdem bestand u. a. von 1991 bis 2010 eine Herstellungs-Kooperation namens VeZe mit dem Modehaus Versace und dessen Herren- und Damenlinie Versace Collection, und auch die seit 2006 von Tom Ford entworfene Herrenmode wird von Zegna produziert. Von 2000 bis 2010 bestand ein Joint Venture mit Giorgio Armani bezüglich der Produktion der Armani Collezioni Herren-Kollektion. Im Bereich Lederwaren und Schuhe kooperierte Zegna von 2002 bis 2013 über das Joint Venture ZeFer mit Salvatore Ferragamo.

## Unternehmen
Seit dem Börsengang im Dezember 2021 hält die Familie Zegna einen Anteil von fast 66 % am Unternehmen, Investindustrial hält 13 %, der Rest wird an der New Yorker Börse frei gehandelt. Die Schlüsselpositionen werden von den Enkeln von Ermenegildo Zegna bekleidet:
- Ermenegildo ‚Gildo‘ Zegna (* 1955, Sohn von Angelo Zegna, seit 1982 im Unternehmen) ist Vorstandsvorsitzender und CEO der Zegna-Gruppe
- Anna Zegna (* 1957, Tochter von Angelo Zegna) ist Imageberaterin der Ermenegildo Zegna Group und gleichzeitig Präsidentin der 2000 gegründeten Stiftung Fondazione Zegna[14]
- Paolo Zegna (* 1956, Sohn von Aldo Zegna) ist Chair of the Board
- Laura Zegna (* 1950, Tochter von Aldo Zegna) ist Leiterin der Oasi Zegna (1993 gegründeter Naturpark auf 100 km² bei Treviro)
- Benedetta Zegna (* 1965, Tochter von Angelo Zegna) ist Leiterin der Zegna-Verkäuferschule[15]
- Renata Zegna Schneider (Tochter von Aldo Zegna) ist Mitglied des Board of Directors, ihr Ehemann ist einer der größten Rohmaterialienhändler der Welt und Zulieferer der Zegna-Gruppe

Es ist vertraglich festgehalten, aber bislang noch nicht geschehen, dass ein Zegna-Familienmitglied seine Firmenanteile nur an andere Familienmitglieder – „mit einem schmerzlichen Preisabschlag“ – verkaufen darf.
Zegna beschäftigt weltweit rund 7000 Mitarbeiter – darunter an den eigenen Produktionsstandorten in Italien, Spanien (seit 1973), der Schweiz (seit 1977), der Türkei und Mexiko – und produziert beispielsweise ca. 350.000 Anzüge, eine Million Stücke Freizeitkleidung und eineinhalb Millionen Halstücher jährlich. In der Lanificio Zegna in Treviro, wo die Stoffe hergestellt werden, arbeiten ca. 450 Angestellte und produzieren ca. zwei Millionen Meter Stoff pro Jahr. 2003 erwarb das Unternehmen 50 % an dem chinesischen Herrenbekleider SharMoon, nach eigenen Angaben aber „nicht, um die Produktion nach China zu verlagern“, sondern um im chinesischen Markt fest etabliert zu sein. Das Unternehmen treibt die Expansion in China, bspw. mit Boutique-Eröffnungen, weiter voran. 2021 existierten in 85 Ländern der Welt 253 Zegna-Ladengeschäfte.
Zegna kontrolliert bei den eigenen Produkten vom Einkauf der Rohmaterialien über die Herstellung der Stoffe bis hin zum Design und Verkauf der fertigen Ware die gesamte Wertschöpfungskette. 2023 wurden rund 35 % des Umsatzes in der Region EMEA gemacht, 41 % in APAC, 22 % in Nordamerika und 2 % in Lateinamerika.
Die erste deutsche Boutique wurde 2000 in Düsseldorf eröffnet; seither gibt es Zegna-Geschäfte in Hamburg, Berlin, Frankfurt am Main und München, außerdem einen Outletshop in Metzingen. 2010 feierte das Unternehmen sein 100-jähriges Bestehen. Ende 2010 startete Zegna auf der eigenen Webseite mit einem Onlineshop für die Hauptkollektion und die Zegna Sport-Linie.